# Lobophora simsata
Lobophora simsata är en fjärilsart som beskrevs av Louis W. Swett 1920. Lobophora simsata ingår i släktet Lobophora och familjen mätare. Inga underarter finns listade i Catalogue of Life.